# 夏洛茨維爾汽車襲擊事件

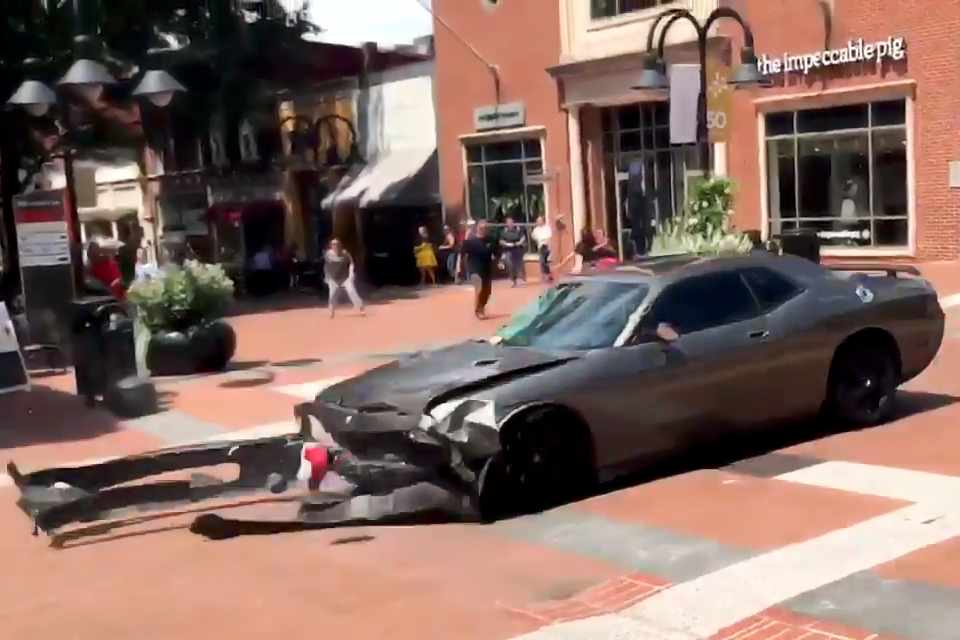
夏洛茨维尔汽车袭击事件

夏洛茨维尔汽车袭击事件是指2017年8月12日，美國弗吉尼亞州夏洛蒂鎮發生的一起車輛衝撞攻擊事件。當時白人至上主义者以及新納粹主義者、20歲男子詹姆斯·亚历克斯·菲尔兹 (James Alex Fields Jr.) 故意驾车冲撞反對2017年团结右翼集会的抗议人群，結果造成1人死亡，35人受伤。詹姆斯·亚历克斯·菲尔兹最終被判處终身监禁、不得假釋外加419年的有期徒刑。